# 敖毓元
敖毓元（15世紀—16世紀），字化潛、又字氣元，江西臨江府新喻縣定安水北人，明朝政治人物。

## 生平
敖毓元是成化十六年（1480年）的舉人，二十年（1484年）成進士，擬授橫州知州，次年（1485年）有流星墜落，他上疏四件事：慎選大臣、慎選臺諫、捨棄佛老、愛惜名器，指責當時的右通政李孜省和國師繼曉，上奏留中不報，不久被貶謫為雲南臨西縣丞。臨西距離西藏不遠，北京官員都為他擔憂，他笑說：「天地乾坤都是我家。」到達雲南，黔國公沐琮極力勸止他，他回應：「雖我想生存，但有事比生存更重要，為何攜帶妻兒前往？」之後敖毓元因道阻寓居麗江，和土司木泰講述周孔之道，又曉以大義教育麗江人，餘暇醉心詩歌經史，和在中原時一樣。
明孝宗繼位，起用他為給事中，又因為言事謫任桂陽知州；在該處以嚴為治，拆毀州內淫祠、建設社倉，令民吏畏服。明武宗重用宦官，經常取特旨審問官吏攻訐，奸民畏懼他的嚴明，到京師誣告他，朝廷派宦官至州查核，他堅持不肯私請，又自以理直多番理論，而遭太監某陷害杖死。在臨西時著有《梅花百詠》，內容突顯他的其清風氣骨，不隨波俗流。

## 引用
1. 1 2  同治《新喻縣志·卷九·人物一》：敖毓元，字化潛，定安水北人，成化甲辰進士。乙巳星隕求直言，毓元上言四事：一慎選大臣、一慎選臺諫、一佛老當去、一名器當惜，皆為李孜省僧繼曉輩發也。疏入，謫雲南臨西丞，其地舊沒西番，京師士大夫咸危之，毓元笑曰：「乾坤於我皆家園。」及抵滇沐，黔國力止之，毓元曰：「生雖我所欲，其如有甚於生，何竟攜孥以往？」道阻，寓於麗水，日與土官木泰講明周孔之道；麗人翕信，遂因麗入番城，曉以大義，番乃率從。暇日徜徉於絃歌經史，閒與中州無異；孝宗登極，念毓元直起桂陽，仍以直坐事而終。在臨西著有《梅花百詠》，雖一時寓言，亦可想見其清風氣骨，不同流俗云。
2. ↑  同治《新喻縣志·卷八·選舉》：成化十六年庚子鄉試……敖毓元 見進士
3. ↑  《明憲宗純皇帝實錄·卷二百八十五》：（成化二十二年十二月）甲申太監韋泰傳奉聖旨降廣西橫州知州敖毓元為縣丞，調雲南邊方，吏部擬授臨西縣，從之。初毓元為進士時以星變言時政，辭甚激切，疏留中不出，循例放歸，至是就選得橫州，未幾復有是命。
4. ↑  同治《桂陽直隸州志·卷九·官師第五》：敖毓元，字氣元，新喻人也，以進士歷官至給事中，言事失上意謫桂陽知州，剛正疾惡以嚴為治，毀州中淫祠、勸立社倉，民吏憚服。武宗時中人用事，凡下吏訐上官、民訟其長，往往取特旨即訊，奸民畏毓元嚴明，走京師誣告其罪，朝遣中官至州案驗，毓元負氣不肯私請，又自以理直辭色無撓，太監某竟附致其罪，杖死之。